# 肯普顿帕克
肯普顿帕克（又譯肯普頓公園）是位於南非豪登省的一個城市。它原先是德蘭士瓦省的一個自治市，但在2000年併入埃庫魯萊尼市大都會自治市之後就沒有自治政府了。它東北方不遠處就是約翰內斯堡。奧利弗·坦博國際機場位於此地。
肯普頓帕克在1903年建立，當時德國人卡爾·弗里德里希·沃爾夫（Karl Friedrich Wolff）將他所有的一部分土地分出來建立住宅區，并以其出生地、德國同名城鎮肯普滕（Kempten）的英語化格式為其命名。

## 外部連結
- Google Map